# Julian von Haacke
Julian von Haacke (* 14. Februar 1994 in Bremen) ist ein deutscher Fußballspieler.

## Karriere
Zunächst spielte von Haacke bei den Jugendmannschaften von Post SV Bremen und FC Union 60 Bremen, ehe er 2006 in den Nachwuchsbereich von Werder Bremen wechselte. Nachdem er alle Jugendmannschaften durchlaufen hatte, erfolgte zur Saison 2013/14 die Beförderung in die in der Regionalliga Nord antretende zweite Mannschaft. Am 7. Januar 2014 unterschrieb von Haacke, nachdem er bereits am 6. Spieltag der Saison 2013/14 im Bundesliga-Kader gestanden hatte, gemeinsam mit seinem Mitspieler Martin Kobylański einen bis zum 30. Juni 2017 laufenden Profivertrag bei Werder Bremen. Der Nachwuchsspieler kam jedoch weiterhin vornehmlich in der zweiten Mannschaft zum Einsatz, wo er zwar schnell zum Leistungsträger reifte, von Verletzungen jedoch nicht verschont blieb. In der nächsten Saison mischte das Team weiter im Aufstiegskampf mit, von Haacke bestritt nach seiner Wiedergenesung noch fünf Spiele und erzielte ein Tor. In der Endabrechnung landete das Team auf dem ersten Platz und konnte sich schließlich über die Relegation für die 3. Liga qualifizieren. Sein Drittligadebüt gab von Haacke am ersten Spieltag der Saison 2015/16 im Auswärtsspiel gegen Hansa Rostock.
Zur Saison 2016/17 wechselte er zum Ehrendivisionär NEC Nijmegen, mit dem er am Saisonende in die niederländische 2. Liga abstieg.
Im Juni 2017 unterschrieb von Haacke beim deutschen Zweitligisten SV Darmstadt 98 einen bis 2020 laufenden Vertrag. Am 20. September 2017 gab er beim 2:2-Auswärtsspiel gegen den 1. FC Heidenheim sein Debüt für die Lilien, als er in der 77. Spielminute für Kevin Großkreutz eingewechselt wurde. Nachdem er in der Saison 2017/18 lediglich in fünf Ligaspielen zum Einsatz gekommen war, wechselte er für die Saison 2018/19 auf Leihbasis zum SV Meppen in die 3. Liga. Nach seiner Rückkehr wurde der Mittelfeldspieler aussortiert und sein Vertrag schließlich im August 2019 nach dem vierten Spieltag der Zweitligasaison 2019/20 aufgelöst.
Im September 2019 wechselte er nach Österreich zum Zweitligisten SK Austria Klagenfurt. Für die Kärntner kam er zu zwölf Einsätzen in der 2. Liga. Nach der Saison 2019/20 verließ er den Verein zunächst wieder. Im September 2020 wurde sein Vertrag allerdings nach Saisonstart doch noch bis Juni 2021 verlängert. Im Oktober 2020 zog sich der Mittelfeldspieler einen Kreuzbandriss zu und fiel lange aus. Ohne ihn stieg Klagenfurt am Ende der Saison 2020/21 in die Bundesliga auf, womit sich von Haackes Vertrag in Klagenfurt automatisch für eine weitere Spielzeit verlängerte. Sein Comeback bzw. Debüt in der Bundesliga gab der Deutsche dann nach knapp eineinhalb Jahren Verletzungspause im April 2022. Sein auslaufender Vertrag in Klagenfurt wurde nicht mehr verlängert, womit er den Klub nach der Saison 2021/22 nach einer Bundesligaspielzeit verließ.
Nach einem Halbjahr ohne Klub kehrte von Haacke im Januar 2023 nach Deutschland zurück und schloss sich dem Regionalligisten SC Weiche Flensburg 08 an.
Am 1. Juli 2023 wechselte er zu Sporting Hortaleza. Am 9. Juli 2024 gab der TuS Dassendorf die Verpflichtung des Spielers bekannt.